# Срібний ведмідь — Гран-прі журі
Срібний ведмідь — Гран-прі журі (нім. Silberner Bär – Großer Preis der Jury) — одна з головних кінематографічних нагород, яку з 1965 року присуджує міжнародним журі Берлінський міжнародний кінофестиваль фільмам, що беруть участь в головній конкурсній програмі. 
Є другою за престижністю, після «Золотого ведмедя», нагородою на Берлінале. Статуетка «Срібного ведмедя» вручається режисерові фільму-переможця.

## Лауреати
| Рік       | Фільм                                | Оригінальна назва                       | Режисер                                | Країна                   |
| --------- | ------------------------------------ | --------------------------------------- | -------------------------------------- | ------------------------ |
| 2019      | З божої волі                         | Grâce à dieu                            | Франсуа Озон                           | Франція                  |
| 2018      | Обличчя                              | Twarz                                   | Малгожата Шумовська                    | Польща                   |
| 2017      | Фелісіте                             | Félicité                                | Ален Гоміс                             | ,                        |
| 2016      | Смерть в Сараєво                     | Smrt u Sarajevu                         | Даніс Тановіч                          | ,                        |
| 2015      | Клуб                                 | El Club                                 | Пабло Ларраін                          | Чилі                     |
| 2014      | Готель «Ґранд Будапешт»              | The Grand Budapest Hotel                | Вес Андерсон                           | ,                        |
| 2013      | Епізод із життя збирача заліза       | Epizoda u životu berača željeza         | Даніс Тановіч                          | ,                        |
| 2012      | Просто вітер                         | Csak a szél                             | Бенедек Флігауф                        | ,                        |
| 2011      | Туринський кінь                      | A Torinói ló                            | Бела Тарр                              | Угорщина                 |
| 2010      | Якби я хотів свистіти, то свистів би | Eu când vreau să fluier, fluier         | Флорін Шербан                          | Румунія                  |
| 2009      | Пристрасть не знає перешкод          | Alle Anderen                            | Марен Аде                              | Німеччина                |
| 2009      | Гігант                               | Gigante                                 | Адріан Біньєс                          | ,                        |
| 2008      | Стандартна процедура                 | Standard Operating Procedure            | Еріель Роттер                          | США                      |
| 2007      | Інший                                | El otro                                 | Еріель Роттер                          | ,                        |
| 2006      | Офсайд                               | آفساید                                  | Джафар Панагі                          | Іран                     |
| 2006      | Мило                                 | En Soap                                 | Пернілла Фішер Крістенсен              | ,                        |
| 2005      | Павлин                               | 孔雀 (Kong que)                         | Гу Чанвей                              | КНР                      |
| 2004      | Перервані обійми                     | El abrazo partido                       | Даніель Бурман                         | Аргентина                |
| 2003      | Адаптація                            | Adaptation                              | Спайк Джонз                            | США                      |
| 2002      | Гриль-бар «На півдорозі»             | Halbe Treppe                            | Андреас Дрезен                         | Німеччина                |
| 2001      | Пекінський велосипед                 | 十七岁的单车 (Shiqi sui de dan che)     | Ван Сяошуай                            | КНР                      |
| 2000      | Дорога додому                        | 我的父亲母亲 (Wo de fu qin mu qin)      | Чжан Імоу                              | КНР                      |
| 1999      | Остання пісня Міфуне                 | Mifunes sidste sang                     | Серен Краг-Якобсен                     | Данія                    |
| 1998      | Хвіст крутить собакою                | Wag the Dog                             | Баррі Левінсон                         | США                      |
| 1997      | Річка                                | He liu                                  | Цай Міньлан                            | Тайвань                  |
| 1996      | Цвітіння пора                        | Lust och fägring stor                   | Бу Відерберг                           | ,                        |
| 1995      | Дим                                  | Smoke                                   | Вейн Ван                               | США                      |
| 1994      | Полуниця і шоколад                   | Fresa y chocolate                       | Томас Гутьєррес Алеа Хуан Карлос Табіо | ,                        |
| 1993      | Аризонська мрія                      | Arizona Dream                           | Емир Кустуриця                         | США                      |
| 1992      | Мила Аммо, дорога Бобе               | Édes Emma, drága Böbe – vázlatok, aktok | Іштван Сабо                            | Угорщина                 |
| 1991      | Вирок                                | La condanna                             | Марко Белоккьо                         | ,                        |
| 1991      | Сатана                               | Сатана                                  | Віктор Арістов                         | СРСР                     |
| 1990      | Астенічний синдром                   | Astenicheskiy sindrom                   | Кіра Муратова                          | СРСР                     |
| 1989      | Вечірній дзвін                       | 晚鐘 (Wǎn zhōng)                        | У Цзиню                                | КНР                      |
| 1988      | Комісар                              | Комиссар                                | Олександр Аскольдов                    | СРСР                     |
| 1987      | Море і отрута                        | 海と毒薬 (Umi to dokuyaku)              | Кей Кумаі                              | Японія                   |
| 1986      | Месу закінчено                       | La messa è finita                       | Нанні Моретті                          | Італія                   |
| 1985      | Пелюстки, квіти, вінки               | Szirmok, virágok, koszorúk              | Ласло Лугоші                           | Угорщина                 |
| 1984      | Смішна брудна маленька війна         | No habrá más penas ni olvido            | Гектор Олівера                         | Аргентина                |
| 1983      | Сезон в Хаккарі                      | Hakkâri'de Bir Mevsim                   | Ерден Кірал                            | Туреччина                |
| 1982      | Тремтіння                            | Dreszcze                                | Войцех Марчевський                     | Польща                   |
| 1981      | Анатомія глоду                       | আকালের সন্ধানে (Akaler Sandhane)             | Мрінал Сен                             | Індія                    |
| 1980      | Прошу притулку                       | Chiedo asilo                            | Марко Феррері                          | ,                        |
| 1979      | Александрія... Чому?                 |                                         | Юсуф Шахін                             | Єгипет                   |
| 1978      | Падіння                              | A Queda                                 | Руй Гуерра Нелсон Шав'єр               | Бразилія                 |
| 1977      | Ймовірно, диявол                     | Le Diable probablement                  | Робер Брессон                          | Франція                  |
| 1976      | Каное: Ганебна пам'ять               | Canoa                                   | Феліпе Касальс                         | Мексика                  |
| 1975      | Дюпон Лажуа                          | Dupont-Lajoie                           | Ів Буассе                              | Франція                  |
| 1975      | Повелитель                           | Overlord                                | Стюарт Купер                           | Велика Британія          |
| 1974      | Годинникар із Сен-Поля               | L'Horloger de Saint-Paul                | Бертран Таверньє                       | Франція                  |
| 1973      | Немає диму без вогню                 | Il n'y a pas de fumée sans feu          | Андре Кайят                            | ,                        |
| 1972      | Лікарня                              | The Hospital                            | Артур Гіллер                           | США                      |
| 1971      | Декамерон                            | Il Decameron                            | П'єр Паоло Пазоліні                    | Італія                   |
| 1969-1970 | Нагороду не присуджували             | Нагороду не присуджували                | Нагороду не присуджували               | Нагороду не присуджували |
| 1968      | Невинність без захисту               | Nevinost bez zastite                    | Душан Макавеєв                         | Югославія                |
| 1968      | Знаки життя                          | Lebenszeichen                           | Вернер Герцог                          | Німеччина                |
| 1968      | Щось схоже на кохання                | Come l'amore                            | Енцо Муції                             | Італія                   |
| 1967      | Наступного року, в цей же час        | Alle Jahre wieder                       | Ульріх Шамоні                          | ФРН                      |
| 1967      | Колекціонерка                        | La Collectionneuse                      | Ерік Ромер                             | Франція                  |
| 1966      | Сезон полювання на лисиць закритий   | Schonzeit für Füchse                    | Петер Шамоні                           | ФРН                      |
| 1965      | Щастя                                | Le bonheur                              | Аньєс Варда                            | Франція                  |
| 1965      | Відраза                              | Repulsion                               | Роман Полянський                       | Велика Британія          |